# Joan Estelrich March
Joan Estelrich March (Barcelona, 1927 - Madrid, 10 d'agost de 1993), conegut artísticament com a Juan Estelrich, fou un ajudant de direcció, productor i director de cinema català.

## Carrera professional
A principis de la dècada dels cinquanta, Joan Estelrich fou empleat de banca a Tànger per al Banc Immobiliari Mercantil de Marroc. Més tard, fou traslladat a Madrid. A la capital espanyola va establir contactes amb Juan Antonio Bardem. Gràcies al director de cinema madrileny va entrar en el món del setè art. Durant la seva extensa carrera va treballar com a ajudant de direcció al costat de grans directors de l'època com Orson Welles, Anthony Mann i Luis García Berlanga, entre d'altres. Amb l'últim va compartir part de la direcció de Se vende un tranvía el 1959. Estelrich també exercí de productor per a l'empresa de Samuel Broston. Entre 1972 i 1979 formà part d'Ízaro Films. L'any 1976 va escriure al costat de Rafael Azcona, el guió de El anacoreta, pel·lícula que ell mateix dirigí. Aquest film va representar a Espanya en el Festival Internacional de Cinema de Berlín el 1977. També va treballar com a director de producció amb Luis Buñuel i Fernando Fernán Gómez. Des de 1984 i fins a la seva mort el 1993 treballà per a la productora de documentals i programes musicals Polivídeo.

## Filmografia[6]

### Ajudant de direcció
- 1958: El hombre del paraguas blanco
- 1958: La venganza
- 1959: La vida alrededor
- 1959: Tenemos 18 años
- 1959: Se vende un tranvía
- 1961: Diferente
- 1961: Plácido
- 1964: El extraño viaje
- 1964: La muerte silba un blues
- 1965: Los pianos mecánicos
- 1966: Las 10:30 de una noche de verano
- 1966: Les combinards
- 1967: La casa de las mil muñecas
- 1967: Robo de diamantes
- 1968: Fu Manchú y el beso de la muerte
- 1969: 99 Mujeres
- 1971: La luz del fin del mundo
- 1973: Un hombre llamado Noon
- 1974: Los cazadores
- 1984: La otra noche un disk-jockey salvó mi vida
- 1984: Unidad Móvil
- 1993: La vida láctea

### Director
- 1959: Se vende un tranvía (segment "Los picaros")
- 1966: Les combinards (segment "Si vende un tram")
- 1976 El anacoreta

## Premis
- 1977: Medalla del Cercle d'Escriptors Cinematogràfics al millor guió per El anacoreta.[7]